# Thidiazuron
Thidiazuron ist eine chemische Verbindung aus der Gruppe der Phenylharnstoffe.

## Gewinnung und Darstellung
Thidiazuron kann durch Reaktion von 5-Amino-1,2,3-thiadiazol und Phenylisocyanat gewonnen werden.

## Verwendung
Thidiazuron wird seit den 1980er Jahren als Wachstumsregulator mit Cytokinin-ähnlicher Wirkung und als Entlaubungsmittel im Baumwollanbau verwendet.

## Zulassung
Die Verwendung des Wirkstoffs Thidiazuron in Pflanzenschutzmitteln ist in der Europäischen Union und der Schweiz nicht erlaubt. Jedoch ist bekannt, dass der von Bayer hergestellte Wirkstoff auf dem brasilianischen und südafrikanischen Markt vertrieben wird.